# Katja Luraschi
Katja Luraschi (Riva del Garda, 6 gennaio 1986) è un'ex pallavolista italiana.
Giocava nel ruolo di palleggiatrice.

## Carriera
La carriera di Katja Luraschi inizia nel 2000, esordendo nel campionato di Serie C con la C9. Dal 2001 entra a far parte del Club Italia, con il quale disputa un campionato di Serie B2 ed uno di Serie B1. In questo periodo gioca per le nazionali giovanili italiane, con le quali conquista a livello under 18 un argento al campionato europeo 2003 e al campionato mondiale 2003, mentre a livello under 19 vince la medaglia d'oro al campionato europeo 2004.
Nella stagione 2004-05 fa il suo esordio nella pallavolo professionista ingaggiata dal Volley Bergamo, con la quale vince la Supercoppa italiana e la Champions League. Nel 2005 ottiene le prime convocazioni in nazionale, con la quale partecipa al campionato europeo vincendo la medaglia d'argento.
Nella stagione 2005-06 passa alla Futura Volley Busto Arsizio, in serie A2, mentre con la nazionale ottiene le sue ultime convocazioni, disputando il torneo a carattere amichevole del Trofeo Valle d'Aosta 2006 dove vince la medaglia d'argento.
Nella stagione 2006-07 torna in Serie A1, ingaggiata dal Santeramo Sport, ma al termine del campionato si ritira per un problema al polso. Rientra nella stagione 2008-09 nella Robur Tiboni Urbino Volley, in Serie A2, ma a metà del torneo è costretta a lasciare la squadra per problemi fisici: decide quindi di ritirarsi dalla pallavolo giocata.

## Palmarès

### Club
- Supercoppa italiana: 1

2004
- Champions League: 1

2004-05

### Nazionale (competizioni minori)
- Campionato europeo under 18 2003
- Campionato mondiale under 18 2003
- Campionato europeo under 19 2004
- Trofeo Valle d'Aosta 2006

## Statistiche

### Club
| Stagione       | Squadra             | Campionato | Campionato | Campionato | Coppe nazionali | Coppe nazionali | Coppe nazionali | Coppe continentali | Coppe continentali | Coppe continentali | Altre coppe | Altre coppe | Altre coppe | Totale | Totale |
| Stagione       | Squadra             | Comp       | Pres       | Punti      | Comp            | Pres            | Punti           | Comp               | Pres               | Punti              | Comp        | Pres        | Punti       | Pres   | Punti  |
| -------------- | ------------------- | ---------- | ---------- | ---------- | --------------- | --------------- | --------------- | ------------------ | ------------------ | ------------------ | ----------- | ----------- | ----------- | ------ | ------ |
| 2000-2001      | C9                  | C          | ?          | ?          | -               | -               | -               | -                  | -                  | -                  | -           | -           | -           | ?      | ?      |
| 2001-2002      | Club Italia         | -          | -          | -          | -               | -               | -               | -                  | -                  | -                  | -           | -           | -           | -      | -      |
| 2002-2003      | Club Italia         | B2         | ?          | ?          | -               | -               | -               | -                  | -                  | -                  | -           | -           | -           | ?      | ?      |
| 2003-2004      | Club Italia         | B1         | ?          | ?          | -               | -               | -               | -                  | -                  | -                  | -           | -           | -           | ?      | ?      |
| 2004-2005      | Bergamo             | A1         | 5          | 8          | CI              | 2               | 3               | CL                 | ?                  | ?                  | SI          | ?           | ?           | ?      | ?      |
| 2005-2006      | Busto Arsizio       | A2         | 34         | 139        | CI-A2           | 6               | 20              | -                  | -                  | -                  | -           | -           | -           | 40     | 159    |
| 2006-2007      | Santeramo           | A1         | 22         | 48         | CI              | 9               | 27              | -                  | -                  | -                  | -           | -           | -           | 31     | 84     |
| 2008-gen. 2009 | Robur Tiboni Urbino | A2         | 11         | 50         | CI-A2           | 2               | 6               | -                  | -                  | -                  | -           | -           | -           | 13     | 56     |